# Eleccions legislatives letones de 1931
Les Eleccions legislatives letones de 1931 es van celebrar a Letònia el 3 i 4 d'octubre de 1931. El Partit Socialdemòcrata Obrer Letó va continuar com el major partit, guanyant-ne 21 dels 100 escons.

## Sistema electoral
Per a les eleccions el país va ser dividit en cinc districtes electorals, amb l'elecció d'un total de 100 diputats que utilitzen la representació proporcional. El sistema de llistes utilitzat es va fer flexible, ja que els votants van poder ratllar noms dels candidats i reemplaçar-los amb els noms d'altres llistes, el 35% dels votants va fer algun canvi en les llistes. Malgrat les 103 llistes inscrites per a les eleccions, el nombre de llistes que van competir va caure de 66 a 46.

## Resultats
| Partit                                                                       | Vots      | %    | Escons | +/– |
| ---------------------------------------------------------------------------- | --------- | ---- | ------ | --- |
| Partit Socialdemòcrata Obrer Letó                                            | 186,000   | 19.2 | 21     | –4  |
| Unió d'Agricultors Letons                                                    | 118,443   | 12.2 | 14     | –2  |
| Centre Democràtic (Letònia)                                                  | 60,397    | 9.2  | 6      | +3  |
| Latgales kristige zemnieki un katoli                                         | 78,881    | 8.1  | 8      | +2  |
| Partit Comunista de Letònia                                                  | 61,272    | 6.3  | 6      | +1  |
| Latvijas Jaunsaimnieku un sīkgruntnieku partija                              | 56,021    | 5.8  | 7      | +3  |
| Progresīvā tautas apvienība                                                  | 48,795    | 5.0  | 5      | +2  |
| Comitè dels Partits Alemanys Bàltics                                         | 38,805    | 4.0  | 5      | –1  |
| Progressive Association                                                      | 21,929    | 2.3  | 3      | New |
| Unió Nacional Cristiana                                                      | 21,208    | 2.2  | 3      | –1  |
| Party of Former Money Depositors                                             | 20,528    | 2.1  | 2      | +1  |
| Russian Orthodox and Voters of Labour Nation                                 | 20,528    | 2.1  | 2      | New |
| New Farmers' Association                                                     | 18,981    | 2.0  | 2      | New |
| Agudas Israel (Letònia)                                                      | 17,845    | 1.8  | 2      | +1  |
| Apvienotās poļu partijas                                                     | 16,928    | 1.7  | 2      | New |
| Partit per la Pau i l'Orde                                                   | 15,192    | 1.6  | 1      | 0   |
| Partit dels Ortodoxos                                                        | 12,107    | 1.3  | 1      | –1  |
| Mizrachi                                                                     | 11,761    | 1.2  | 1      | –1  |
| Russian Public Workers' Association                                          | 10,556    | 1.1  | 1      | –1  |
| Orthodox Voters                                                              | 10,166    | 1.1  | 1      | New |
| Latvian Work Union                                                           | 8,851     | 0.9  | 1      | 0   |
| Association of Russian Peasants and Russian Public Workers                   | 8,298     | 0.9  | 1      | New |
| Workers and Poor Peasants                                                    | 8,378     | 0.9  | 1      | New |
| List for Riga Germans for Vidzeme                                            | 6,138     | 0.6  | 1      | New |
| Trade Association of Railwaymen, Government Employees, Craftsmen and Workers | 5,976     | 0.6  | 1      | New |
| Latgalian Latvian Union                                                      | 5,882     | 0.6  | 1      | 0   |
| Union of Christian and Working People                                        | 4,840     | 0.5  | 1      | 0   |
| Els 14 restants partits                                                      | 72.414    | 7.3  | –      | –   |
| Vots nuls                                                                    | 6,855     | –    | –      | –   |
| Total                                                                        | 974,075   | 100  | 100    | 0   |
| Registered voters/turnout                                                    | 1,217,914 | 80.0 | –      | –   |
| Font: Nohlen & Stöver                                                        |           |      |        |     |